# Super Monkey Ball Touch & Roll
Super Monkey Ball Touch & Roll, в Японії відома як Super Monkey Ball DS (яп. スーパー モンキー ボールDS) — відеогра серії Super Monkey Ball для ігрової платформи Nintendo DS. Це третя гра серії, випущена для портативної консолі (Перша — Super Monkey Ball для N-Gage, друга — Super Monkey Ball Jr. для Game Boy Advance). Гра використовує сенсорний екран DS як основний контролер для маневрування мавпи на рівні, хоча хрестовина також підтримується. Як і в попередніх іграх Super Monkey Ball, гравець, керуючи мавпою яка перебуває в кулі, повинен пройти від початку до кінця рівня за певний час. По дорозі мавпи можуть збирати банани та отримувати додаткове життя або очки. Усього в грі чотири персонажі: Айай, Мімі, Ґонґон та Малюк.